# Equazione algebrica
In matematica si chiamano equazioni algebriche o polinomiali quelle equazioni equivalenti (o riconducibili tramite opportune trasformazioni) ad un polinomio uguagliato a zero. Il grado di tale polinomio è anche il grado dell'equazione.

## Descrizione
Un'equazione polinomiale di grado {\displaystyle n} in una incognita si può esprimere nella forma:
{\displaystyle a_{n}x^{n}+a_{n-1}x^{n-1}+...+a_{1}x+a_{0}=0,}
dove gli {\displaystyle a_{i}} sono numeri reali (o in generale complessi) e {\displaystyle x} è l'incognita da determinare. Il tipo più semplice di equazioni algebriche sono le equazioni lineari, cioè di primo grado.
In virtù del teorema fondamentale dell'algebra ogni equazione di grado {\displaystyle n} ammette esattamente {\displaystyle n} soluzioni nel campo complesso.
Il criterio di Cartesio stabilisce il numero massimo di soluzioni nel campo reale per un'equazione di grado {\displaystyle n}: il massimo numero di soluzioni reali positive è dato dal numero di variazioni di segno fra coefficienti consecutivi {\displaystyle a_{0},a_{1},a_{2},\ldots ,a_{n-1},a_{n}}, trascurando eventuali coefficienti nulli.
Le equazioni di secondo grado sono chiamate quadratiche; seguono le cubiche e le quartiche. Per il teorema di Abel-Ruffini le equazioni di grado superiore al quarto non sono generalmente risolvibili per radicali. 
Tra le equazioni particolari di grado superiore al terzo, si ricordano: 
- equazioni binomie ({\displaystyle ax^{n}+b=0\;}),
- equazioni biquadratiche ({\displaystyle ax^{4}+bx^{2}+c=0\;}),
- equazioni trinomie ({\displaystyle ax^{2n}+bx^{n}+c=0\;}),
- equazioni reciproche (in cui, se un numero è soluzione, lo è anche il suo reciproco).